# 中国乒乓球学院
中国乒乓球学院（英語：China Table Tennis College，简称CTTC），全称上海体育大学中国乒乓球学院，是上海体育大学下属的二级学院，成立于2010年9月17日，是世界上唯一以乒乓球为专业的高校。
中国乒乓球学院于2001年开始酝酿成立，并于2010年正式成立。学院由上海市人民政府、国家体育总局共建，由和上海体育学院（现上海体育大学）承办，业务主管部门为国家体育总局科教司和上海市教育委员会。原中国国家体委副主任、国际乒联终身名誉主席徐寅生为中国乒乓球学院名誉院长。
该院同时承担国际乒联博物馆、中国乒乓球博物馆职能。

## 海外分院
- 欧洲分院（卢森堡）
- 巴布亚新几内亚训练中心
- 克罗地亚实习基地